# Brîhînți, Bobrovîțea
Brîhînți (în ucraineană Бригинці) este o comună în raionul Bobrovîțea, regiunea Cernihiv, Ucraina, formată numai din satul de reședință.

## Demografie
Componența lingvistică a comunei Brîhînți
     Ucraineană (96,32%)
     Rusă (3,07%)
     Alte limbi (0,31%)
Conform recensământului din 2001, majoritatea populației comunei Brîhînți era vorbitoare de ucraineană (96,32%), existând în minoritate și vorbitori de rusă (3,07%).